# Macrobrachium leucodactylus
Macrobrachium leucodactylus is een garnalensoort uit de familie van de Palaemonidae. De wetenschappelijke naam van de soort is voor het eerst geldig gepubliceerd in 2001 door Wowor & Choy.